# Des Geneys (sommergibile)
Il Des Geneys è stato un sommergibile della Regia Marina. Prende il nome dall'ammiraglio Giorgio Des Geneys, comandante della Marina del Regno di Sardegna.

## Storia
Appena ultimato il Des Geneys rimase per un breve periodo a Monfalcone, alle dipendenze del Comando Militare Marittimo di Pola, per terminare l'allestimento ed effettuare i collaudi.
Una volta entrato in servizio, il sommergibile entrò a far parte della V Squadriglia Sommergibili di Media Crociera, basata a Napoli.
Nel corso del 1930 il Des Geneys (Capitano di Fregata Tomaso Panunzio, capo Flottiglia) compì un lungo viaggio per addestramento nelle acque metropolitane e nel Mediterraneo orientale, facendo tappa, oltre che in vari porti italiani, anche in alcuni sorgitori greci, quali Volo e Salonicco. Durante tale crociera, mentre il sommergibile sostava a La Spezia per ricaricare gli accumulatori, si verificò a prua lo scoppio di una delle batterie, che ustionò leggermente due membri dell'equipaggio.
Nel 1935 l'unità fu ridislocata a La Spezia e nel 1936 fu destinata alla II Squadriglia del VI Gruppo Sommergibili, con base a Lero.
Nel dicembre 1937 il Des Geneys partecipò clandestinamente alla guerra civile spagnola con lo svolgimento di una singola missione, che però risultò infruttuosa in quanto non vi fu alcun avvistamento. Una seconda missione, sempre durante la guerra di Spagna, dovette essere interrotta appena iniziata a causa di un guasto. Dal 26 novembre al 28 dicembre 1938 il sommergibile ebbe il ruolo di caposquadriglia.
All'ingresso dell'Italia nella seconda guerra mondiale il Des Geneys faceva parte della XXXI Squadriglia Sommergibili del III Grupsom con base a Messina, che componeva insieme ai gemelli Pisani, Colonna e Bausan. Essendo ormai vecchio di oltre dieci anni, venne destinato a compiti di “seconda linea”.
Il 17 agosto 1940 il sommergibile prese il mare, al comando del capitano di corvetta Antonio Cuzzaniti, per la sua prima missione di guerra: pattugliamento di un tratto di mare a sudest Creta ed a meridione del parallelo di Gaudo. Il 3 settembre, di sera, il Des Geneys individuò un gruppo di unità della Mediterranean Fleet e, trovandosi in una posizione molto idonea, cercò di portarsi all'attacco, ma la formazione nemica accostò vanificando la manovra d'attacco, transitando poi sulla verticale del sommergibile che non poté così fare niente. L'unità rientrò alla base l'indomani, senza aver colto alcun risultato.
In tre missioni di trasferimento e nell'unica offensiva il sommergibile percorse complessivamente 3055 miglia in emersione e 268 immerso.
Già nel settembre 1940 il Des Geneys fu assegnato alla Scuola Sommergibili di Pola, per la quale svolse 139 missioni di addestramento dal 21 settembre 1940 al 28 maggio 1942.
Di ritorno da una di queste missioni, il 16 gennaio 1942, il sommergibile speronò a poppa la torpediniera Rosolino Pilo, che lo stava precedendo nel portarsi all'ormeggio.
Il 28 maggio 1942 il sommergibile fu messo in disarmo e quindi convertito in pontone di carica.
Il 9 settembre 1943, in conseguenza dell'armistizio, il Des Geneys si autoaffondò nel porto di Fiume.